# Régis Szent Ferenc-János
Régis Szent Ferenc-János (franciául: Jean-François Régis) (Fontcouverte, 1597. január 31. – Lalouvesc, 1640. december 31.) szentté avatott francia jezsuita szerzetes, pap.

## Élete
1597. január 31-én született a Narbonne melletti Fontcouverte településen, kisnemesi családból, melynek története során sokszor fogott fegyvert a hugenották ellen. A kor szokása szerint kezdeti oktatását otthon kapta, házitanítótól. 1610-ben került Béziersbe, a helyi jezsuita iskolába.
1616 decemberében Toulouse-ban belépett a Jézus Társasága noviciátusába. 1618. december 8-án Auchban tette le első fogadalmát, majd ez után kilenc hónapig retorikát tanult Cahorsban. 1619. októberétől tanító a Billon kollégiumban, Auvergneben. 1622 és 1625 között a tournoni kollégiumban katekizmust tanult. 1625 őszétől két évig Puy kollégiumában, egy évig az auchi kollégiumban volt tanító. 1628-tól ismét Toulouseban folytatja teológiai tanulmányait. Ekkor a városban pestisjárvány tört ki, s kérelmezte, hogy ápolhassa a betegeket. Erre nem kapott engedélyt, viszont a veszélyhelyzet miatt előrehozták a papszentelését, így 1630 májusában pappá szentelték.
1631-től tanár a pamiersi kollégiumban, 1632-től Montpellierben népmisszióba kezd. Kifejezetten kálvinista vidékre került, de főleg egyszerű, érthető prédikációinak köszönhetően nagy sikereket ért el. 

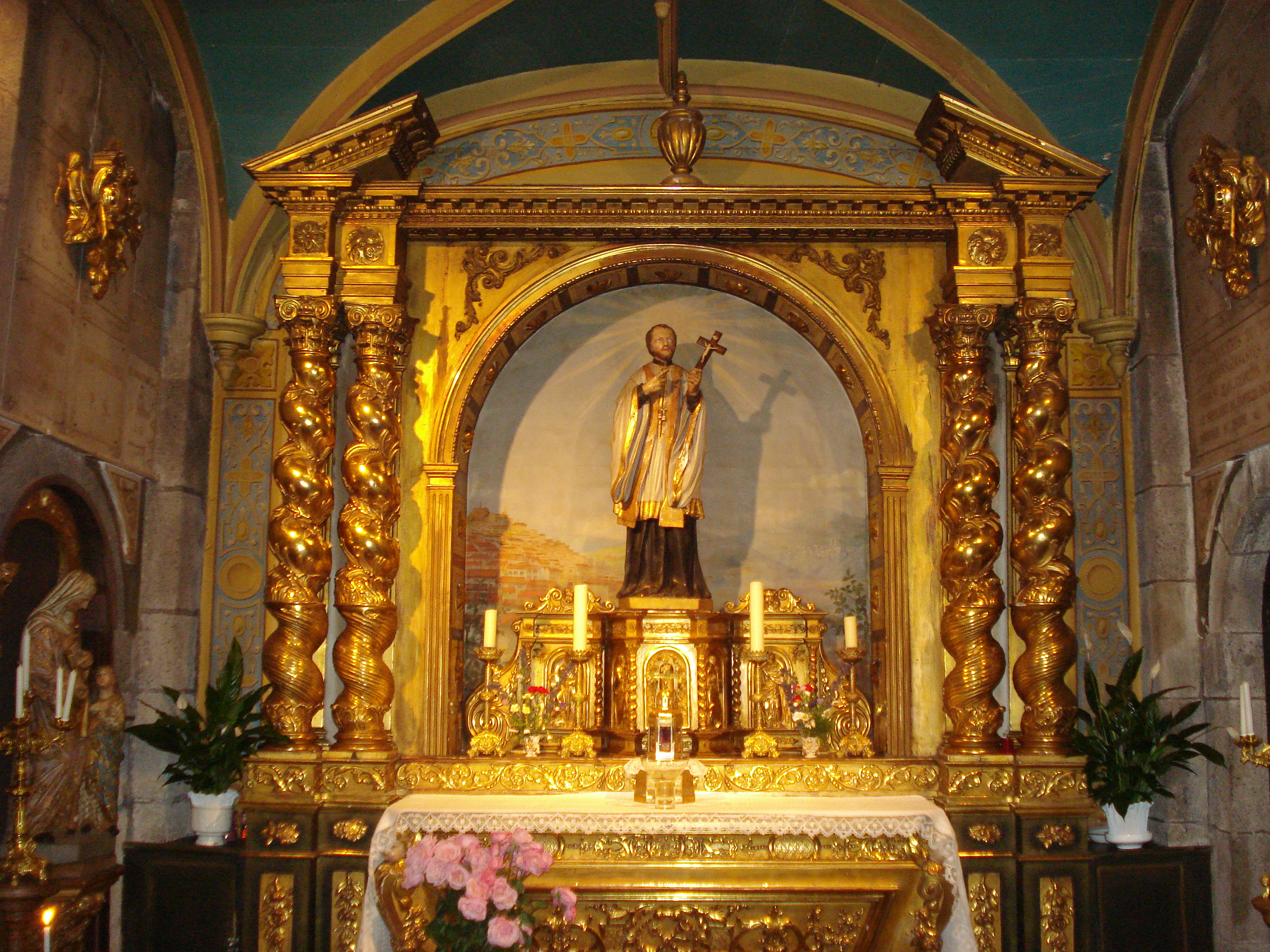
Régis Szent János oltára Le Puy-en-Velay templomában

A jezsuita rendben 1633. november 6-án tette le utolsó fogadalmait. Ez után Viviers-be került, amely környéken a kor vallási villongásai a pasztorációt nagyon megnehezítették. Ferenc-János bátran fogott munkához, szolgálata azonban egy meglehetősen kellemetlen esettel kezdődött. Néhány kétes erkölcsű pap bepanaszolta a püspöknél, hogy megzavarja a plébániákat. A püspök hitt nekik, és el akarta őt távolítani. Hitelt érdemlő tanúk végül győzelemre vitték az igazságot. Ferenc-János ekkor kérelmezte, hogy Észak-Amerikába misszióba mehessen, de erre nem kapott engedélyt.
1634-1635 között népmissziókban működött. A szerencsétlenek iránt mindenütt megnyilvánult irgalmas szeretete, a közvélemény pedig számos csodát tulajdonított neki. Az általa tartott hitoktatásokra néha négyezernél is többen gyűltek össze. Látogatta a börtönöket, az elbukott lányok részére otthont épített.
Hivatása közben halt meg, mivel súlyos betegen téli missziót vállalt, s közben Lalouvesc felé tartva eltévedt, s tüdőgyulladást kapott. Még így is megtartotta a prédikációit, de december 26-án összeesett, majd 1640. december 31-én késő este elhunyt.
XI. Kelemen pápa 1716-ban boldoggá, XII. Kelemen pápa 1737-ben szentté avatta.

## Fordítás
- Ez a szócikk részben vagy egészben  a   John Francis Regis című angol Wikipédia-szócikk fordításán alapul.  Az eredeti cikk szerkesztőit annak laptörténete sorolja fel. Ez a jelzés csupán a megfogalmazás eredetét és a szerzői jogokat jelzi, nem szolgál a cikkben szereplő információk forrásmegjelöléseként.